# Casa Fàbregas (Amposta)
La casa Fàbregas és un edifici d'habitatges d'Amposta inclòs a l'Inventari del Patrimoni Arquitectònic de Catalunya.

## Descripció
L'edifici és a la cantonada d'una illa, amb planta baixa i dos pisos, amb un petit cos elevat a la teulada de forma prismàtica i amb coberta plana. La façana principal presenta, en principi, una distribució simètrica d'acord amb un eix central, però està descompensada pel costat esquerre amb una petita prolongació perfectament integrada al conjunt; tres grans portes d'arcs de mig punt, el central més estret, centrats per una clau ornamentada, que es repeteix a totes les finestres i balcons, més una petita finestra del cos esquerra ja esmentat, emmarcats superiorment per un conjunt quasi d'arc triomfal al primer pis; un balcó central amb un important emmarcament que es prolonga per damunt la teulada, flanquejat per finestres geminades amb relleus esculpits al basament pel segon pis; la cornisa i la balustrada completen la façana, també la lateral dreta, més els típics esgrafiats i encoixinats de diferents tipus.
A l'interior destaca la gran entrada que dona a l'escala amb profusió d'estucats, que també es troben als pisos.

## Història
El projecte original fou promogut pel senyor Fàbregas. L'edifici es va construir de nou sobre un solar i comprenia tota l'illa, però una part es va vendre per a la construcció d'altres edificis.
Exteriorment no s'ha produït cap desperfecte o modificació d'importància.